# Calliphora lordhowensis
Calliphora lordhowensis är en tvåvingeart som beskrevs av Hiromu Kurahashi 1987. Calliphora lordhowensis ingår i släktet Calliphora och familjen spyflugor. Inga underarter finns listade i Catalogue of Life.